# Alois Beer
Alois Beer (Budapest, 4 giugno 1840 – Klagenfurt am Wörthersee, 19 dicembre 1916) è stato un fotografo austriaco.

## Biografia
Alois Beer nacque nel 1840 a Budapest da una famiglia di origine carinziana. Dopo aver imparato il mestiere di fotografo da Ludwig Angerer e Josef Székely, a 20 anni aprì un proprio studio fotografico a Vienna, seguito nel 1867 da una filiale a Klagenfurt, dove era andato a vivere a seguito del servizio militare ivi prestato dal 1859 al 1º maggio 1862. Alla sua attività di fotografo ritrattista seguì quella di documentarista e paesaggista, in risposta alle commesse di documentazione delle nuove linee ferroviarie dell'Impero austro-ungarico.
Nel 1882 venne insignito del titolo di fotografo della Imperial Regia corte (K.u.K Hof-photograph), a cui si aggiunge nel 1895 quello di fotografo della Imperial Regia Marina (k.u.k. Kriegsmarine-Photograph). Questa seconda nomina lo portò a frequentare assiduamente la città di Trieste, dove già nel 1871 aveva aperto uno studio. Negli stessi anni allargò il suo bacino geografico dalla Carinzia alle località internazionali di interesse turistico, a partire da un viaggio in Grecia compiuto nel 1885, a cui seguirono spedizioni in Palestina, Egitto, Turchia, Francia, Belgio, Spagna e Italia, oltre ad altre località dell'impero asburgico.
Il catalogo fotografico del suo studio arrivò a proporre circa 20.000 immagini di paesaggi, che egli vendeva grazie ad una rete di corrispondenti in tutta Europa. A cavallo tra XIX e XX secolo si recò diverse volte sul Lago di Garda, sia nella sua parte asburgica (principalmente Riva del Garda) che in quella del Regno d'Italia, al quale riserva alla vendita 320 immagini elencate nel suo Katalog. Morì a Klagenfurt all'età di 76 anni, in piena Prima guerra mondiale.
La parte principale del fondo fotografico di Alois Beer, comprendente oltre 30.000 lastre, è conservato presso la sezione militare dell'Archivio di Stato Austriaco a Vienna. Un fondo minore di 380 lastre è stato acquistato nel 2013 dal MAG Museo Alto Garda, che estrapolano le immagini scattate sul Lago di Garda tra il 1900 e il 1910.

## Note

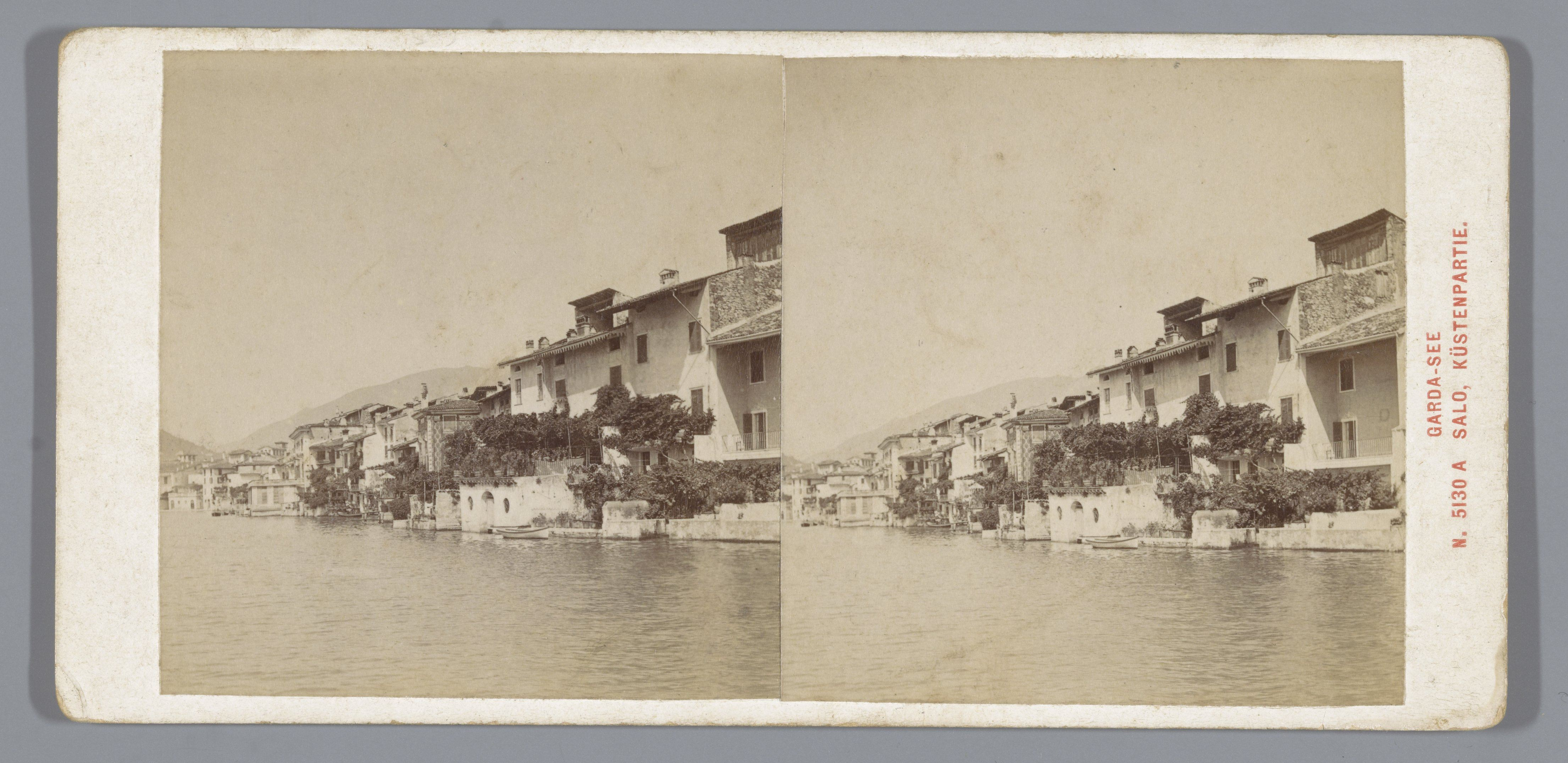
Salò nella seconda metà del XIX secolo